# Un patient impatient
Pour plus de détails, voir Fiche technique et Distribution.
Un patient impatient (titre original : The Impatient Patient) est un court métrage d'animation américain de la série Looney Tunes  mettant en scène Daffy Duck, réalisé par Norman McCabe, sorti en 1942.

## Synopsis
En traversant les marais d' Ookaboochie, Daffy Duck cherche à livrer un télégramme à une certaine Chloé. Incapable de trouver la destinatrice du télégramme et souffrant d'un grave cas de hoquet, il tombe sur la maison du Dr Jerkyl et espère que le médecin pourra guérir son état. Le hoquet de Daffy est si grave qu'ils lui causent des dommages ou détruisent tout autour de lui.
Le Dr Jerkyl capture Daffy et le retient à la chaise d'un médecin. Espérant effrayer Daffy afin de guérir son hoquet, le Dr Jerkyl boit une potion qui le transforme en Chloé, un ogre grotesque et efféminé. Daffy, se rendant compte qu'il a atteint sa destination, lit ensuite le télégramme de Chloé : les paroles de Happy Birthday to You, qui lui ont été envoyées par un certain Frank N. Stein.
Chloé, qui est amoureux de Daffy (qui à son tour est maintenant guéri de son hoquet), poursuit le canard dans le laboratoire jusqu'à ce que la radio soit accidentellement allumée, ce qui l'incite à danser. Une fois la musique terminée, la poursuite reprend. Daffy se précipite vers la table de laboratoire et mélange une potion, qui transforme Chloé en bébé. Alors que chacun brandit un marteau insistant sur le fait que chacun ne se connaît pas bien, l'action se déplace hors écran, un grand bruit sourd est entendu, et l'oiseau de la pendule à coucou du médecin affiche un grand panneau indiquant « He Dood It ! ».

## Fiche technique
- Titre français : Un patient impatient
- Titre original : The Impatient Patient
- Réalisation : Norman McCabe
- Scénario : Don Christensen
- Animation : Vive Risto
- Musique : Carl W. Stalling
- Orchestration : Milt Franklyn
- Société de production : Leon Schlesinger Studios
- Société de distribution : Warner Bros. Pictures
- Pays de production :  États-Unis
- Langue : anglais américain
- Série : Looney Tunes
- Format : Noir et blanc — 35 mm — 1,37:1 — Son : Mono
- Genre : Film d'animation
Comédie
- Durée : 8 minutes
- Dates de sortie : 5 septembre 1942 (États-Unis)

## Distribution

### Voix originales
- Mel Blanc : Daffy Duck / Dr Jerkyl / Chloé

### Voix françaises
- Claude Nicot : Daffy Duck
- Jacques Ciron : Dr Jerkyl / Chloé
- Claude Joseph : le présentateur radio

## À noter
- Le nom du Dr Jerkyl est un jeu de mots entre le personnage du Dr Jekyll et le mot « jerk » signifiant « abruti » en anglais.
- Le film a été colorisé en 1968 par de chaque image sur de nouveaux celluloïds peints, puis à nouveau par ordinateur en 1992 d'après les copies noir et blanc.